# 卡特漢姆汽車
卡特漢姆汽車（英語：Caterham Cars）是英國的一家汽車公司，專門生產輕型跑車，創立於薩里郡卡特漢姆，但現在總部位於克勞利。
2011年，蓮花車隊的經營者安東尼·弗朗西斯·費南德斯宣布購買卡特漢姆汽車。

## 外部連結
- Caterham official website (UK)
- Caterham Racing.com（页面存档备份，存于）
- Caterham USA website

51°16′55.44″N 0°4′43.15″W / 51.2820667°N 0.0786528°W